# 숙수후부
숙수후부(-部) 혹은 숙수후하부(-河部)는 건주여진(建州女眞) 부락 중 하나이다. 만주어로는 숙수후 비라 이 아이만(만주어: ᠰᡠᡴᠰᡠᡥᡠ
ᠪᡞᠷᠠ ᡳ
ᠠᡳᠮᠠᠨ suksuhu bira i aiman)이라고 표기한다. '아이만'은 만주어로 '부락'이라는 의미이며 부의 이름은 훈허(渾河) 지류의 하나인 숙수후하(suksuhu bira, 蘇克蘇滸河, 현재 소자하蘇子河)에서 유래하였다. 한자로는 소극소호하부(蘇克蘇滸河部) 혹은 소극소호하부(蘇克素護河部)라고 표기되어 왔다. 흔히 숙수후부 혹은 숙수후하부라고 칭한다.

## 성채
주요 성채는 다음과 같다.
|                | 『柳邊紀略』 | 『滿洲源流考』 | 『太祖高皇帝實錄』 | 『滿洲實錄』 | 『manju i yargiyan kooli』 |
| 투룬성         | 圖倫城       | 圖倫城         | 圖倫城             | 圖倫城       | turun i hoton              |
| 사르후성       | 撒爾湖城     | 薩爾滸城       | 撒爾湖城           | 薩爾滸城     | sarhūi hoton               |
| 마르둔성       | -            | 瑪爾墩寨       | 馬兒墩寨           | 瑪爾墩城     | mardun i hecen             |
| 기야무후성     | 嘉木湖城     | 嘉木瑚城       | 嘉木湖寨           | 嘉木湖寨     | giyamuhū i gašan           |
| 잔비라채       | 沾河寨       | 沾河寨         | 沾河寨             | 沾河寨       | jan ni bira i gašan        |
| 안투구왈기야성 | 安土瓜爾佳城 | 安圖瓜爾佳城   | 安土瓜爾佳城       | 安圖瓜爾佳寨 | antu gūwalgiya i hoton     |
| 구러성         | 古勒城       | 古哷城         | 古勒城             | 古埒城       | gure i hoton               |
| 샤지성         | 沙濟城       | 沙濟城         | 沙濟城             | 沙濟城       | šaji hoton                 |

## 같이 보기
- 건주여진
- 저천부

## 참고문헌

### 실록
＊中央研究院歴史語言研究所版 (1937년 간행)
- 覺羅氏勒德洪, 『太祖高皇帝實錄』, 崇德元年(1636)(漢)
- 編者不詳, 『滿洲實錄』, 乾隆46년(1781)(漢)
  - 『ᠮᠠᠨᠵᡠ ᡳ ᠶᠠᡵᡤᡳᠶᠠᠨ ᡴᠣᠣᠯᡳmanju i yargiyan kooli』, 乾隆46년(1781)(滿) ＊今西春秋版
    - 今西春秋, 『満和蒙和対訳 満洲実録』, 刀水書房, 1938년역, 1992년간

### 지지류
- 楊賓, 『柳邊紀略』, 康熙46년(1707) (漢) ＊商務印書館叢書集成
- 章佳氏阿桂, 于敏中, 鈕祜祿氏和珅, 董誥, 『흠정만주원류고(欽定滿洲源流考)』, 사고전서(四庫全書), 乾隆43년(1778) (漢) ＊일본 와세다대학도서관(早稲田大学図書館) 소장판

### 웹
- 「明實錄、朝鮮王朝実録、清實錄資料庫」中央研究院歴史語言研究所 (台湾)
- 栗林均, 「モンゴル諸語と満洲文語の資料検索システム」, 東北大学

### 참조주
1. 1 2  〈癸未歲15832月〉. 《滿洲實錄》 1. 27쪽.
2. ↑  〈ᠠᡳᠮᠠᠨ aiman〉. 《新满汉大词典》. 〔名〕① 部落，部族
3. ↑  〈癸未歲15832月1日〉. 《太祖高皇帝實錄》 1. 25쪽.
4. ↑  〈ᠰᡠᡴᠰᡠᡥᡠ ᠠᡳᠮᠠᠨ suksuhu aiman〉. 《新满汉大词典》. 苏克素护爱满 (明末建州女真诸部之一。因沿苏克素护河居住而得名)。
5. ↑  중국 위키백과 '苏克素护河部' 항목에서는 图伦城、萨尔浒城、界凡城、马尔敦城、安图瓜尔佳城、兆佳城、扎喀城、赫济格（黑济格）城、古勒城、沙济城、嘉木湖寨、沾河寨 등을 숙수후부 주요 성채로 꼽고 있지만 최소한 兆佳城은 『만주원류고(滿洲源流考)』에서는 후너허부(渾河部)로 보고 있다.
6. ↑  《柳邊紀略》 3. 蘇克蘇滸河其地在清河邊外。屬城寨之著者七。曰圖倫城。曰撒爾湖城。曰嘉木湖城。曰沾河寨。曰安土瓜爾佳城。曰古勒城。曰沙濟城。沙濟城主阿海。與古勒城主阿太。皆王杲子也。萬曆十一年爲李成梁所殺。餘皆亡于本朝。
7. ↑  〈疆域1 (親御桴鼓及命帥奏功者)〉. 《欽定滿洲源流考》 8. 蘇克素護河在清河東。所屬城寨：曰圖倫城、太祖癸未年起兵討尼堪外蘭于此；曰薩爾滸城、亦癸未年攻取；曰瑪爾墩寨、甲申年攻取；曰安國瓜爾佳城、乙酉年攻取；曰嘉木瑚城、曰沾河寨、曰古哷城、曰沙濟城皆癸未以後収服。
8. ↑  〈諸部世系／滿洲國／甲申歲萬曆12年1584 6月段26〉. 《滿洲實錄》 1. ……直抵瑪爾墩山下見山勢陡峻乃以戰車三輛並進路漸隘一車前進二車隨之將近城下路愈隘……

### 내용주
1. ↑  註釈：「mardun瑪爾墩 gebunggeと名付くる šancin山寨」(今西訳) とも。